# Circuit de Teretonga Park
Le circuit de Teretonga Park est un circuit néo-zélandais de sport mécanique situé à 8 km au sud d'Invercargill. Il est considéré comme étant le circuit de course le plus au sud du monde et c'est également le plus ancien circuit construit en Nouvelle-Zélande, il est sorti de terre en 1957. Cependant, il n'accueillit pas la première course du pays qui eut lieu en 1949 sur le circuit de Wigram Airfield dont le tracé empruntait les routes bitumées de l'aérodrome de Wigram. Le circuit de Teretonga Park est réputé pour être l'un des circuits les plus rapides d'Australasie. La piste est longue de 2,57 km et les tours se prennent dans le sens antihoraire. La plus longue ligne droite fait 800 m et se termine par un virage à haute vitesse.
Le calendrier régulier du circuit comprend des courses des Clubmans Series et de la South Island racing, qui sont des compétitions locales, mais aussi un grand festival de voitures anciennes qui se tient en février chaque année. D'autres événements incluent des compétitions de Sprint car, motorkhana, moto et dragster.

## Histoire

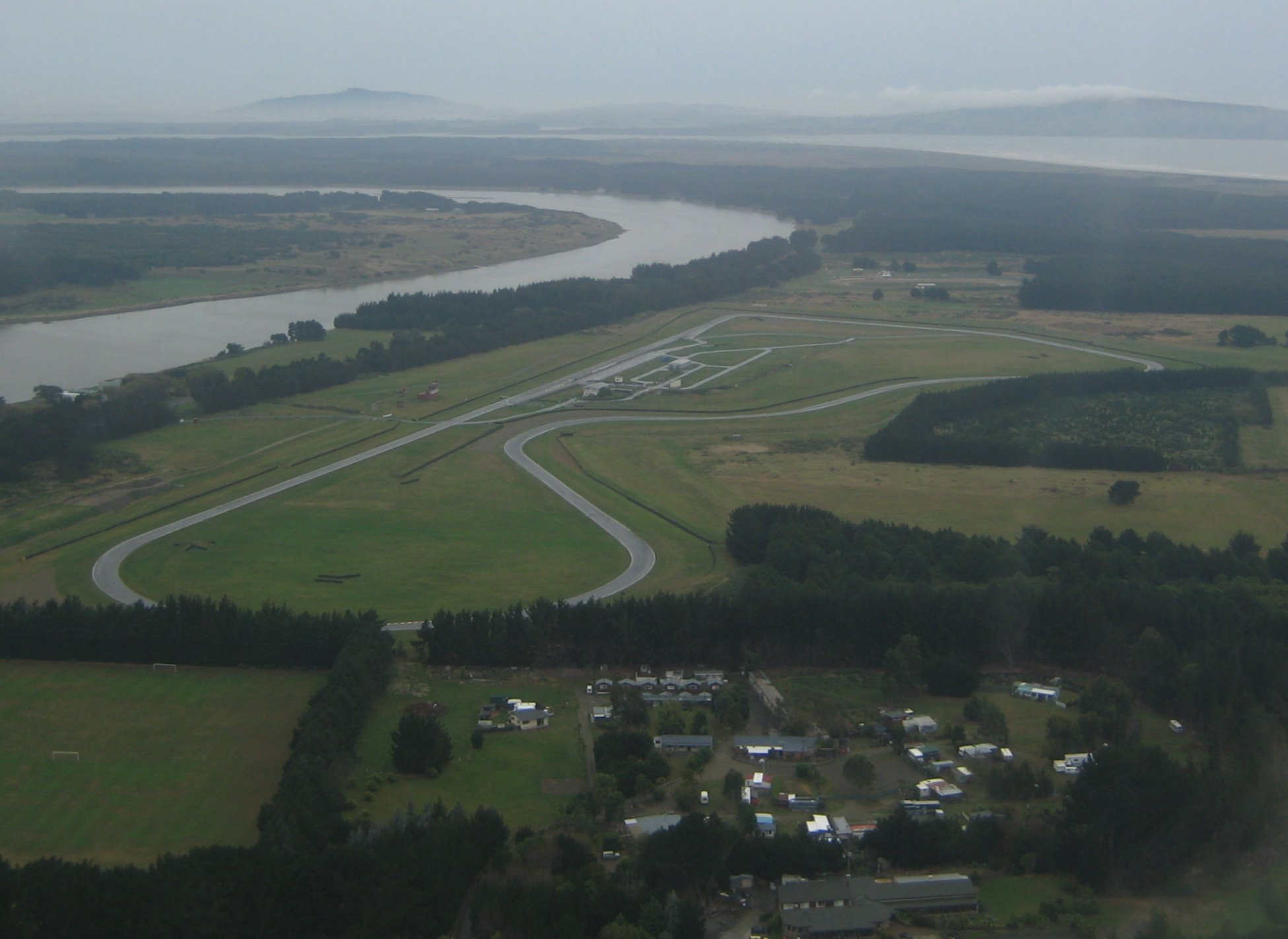
Le circuit de Teretonga Park vu du ciel.

Dans les années 1950, le Southland Sports Car Club était l'un des clubs automobiles les plus influents de Nouvelle-Zélande. Il fit son entrée dans la compétition internationale en 1956 avec une course sur les routes de Ryal Bush. L'événement mena à la construction l'année suivante du circuit de Teretonga Park qui fut agrandi et prit sa configuration actuelle en 1966.
Pendant l'âge d'or de la course automobile néo-zélandaise (années 1960-1970), Teretonga Park accueillit des courses de Formule Tasmane disputées par les plus grands pilotes de l'époque comme Jim Clark, Graham Hill, Jackie Stewart, Jack Brabham, Bruce McLaren, Denny Hulme, Chris Amon ou Phil Hill. Le 29 novembre 1998, lors d'une épreuve de Formule Holden, Greg Murphy établit le record absolu du tour à bord d'une Reynard 92D avec un temps de 51 s 206 pour une moyenne de 184 km/h.
Teretonga Park accueillit le Grand Prix de Nouvelle-Zélande entre 2002 et 2007 avant qu'il ne soit transféré sur le circuit de Manfeild.